# Hauville
Pour les articles homonymes, voir Antoine de Hauville et Jean d'Hauville.
Hauville est une commune française située dans le département de l'Eure et la région Normandie.
Les habitants de Hauville sont les Hauvillais.

## Géographie

### Localisation
Hauville se situe sur le plateau du Roumois, à l'extrême nord du département. La forêt de Brotonne (Seine-Maritime) borde la commune au nord. La Seine passe à 2 kilomètres. Hauville est située à environ 35 kilomètres de Rouen. Les autoroutes A13 et A28 sont à 6 km (échangeur de Bourg-Achard).
La commune d'Hauville fait partie du parc naturel régional des Boucles de la Seine normande.
Hauville se situe dans le canton de Bourg-Achard (arrondissement de Bernay).
| Barneville-sur-Seine     | La Mailleraye-sur-Seine (Seine-Maritime) | Le Landin              |
| La Haye-de-Routot Routot | Hauville                                 | Honguemare-Guenouville |
| Rougemontiers            | Rougemontiers, Bouquetot                 |                        |

### Hydrographie
La commune est située dans le bassin Seine-Normandie. Elle n'est drainée par aucun cours d'eau,.

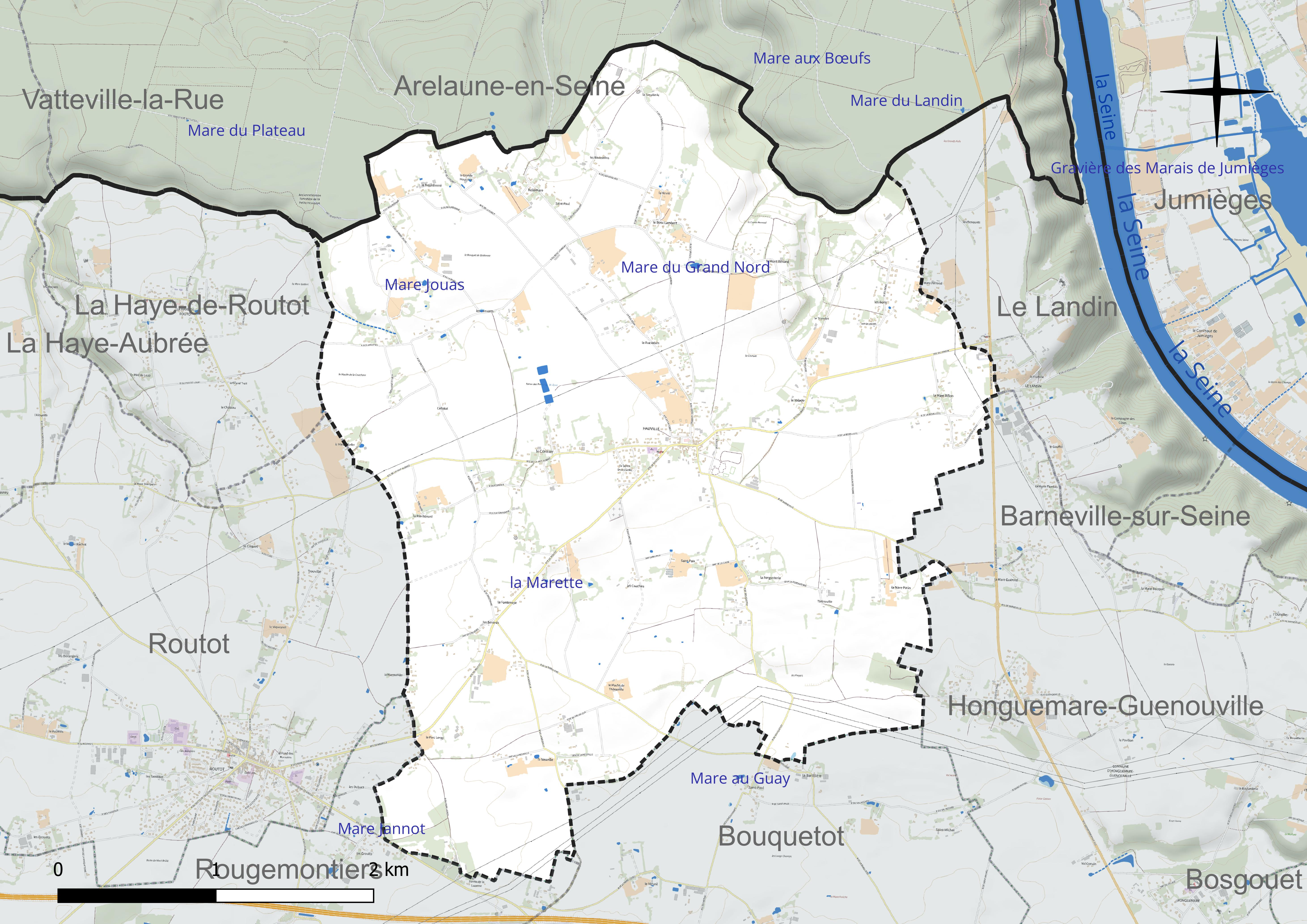
Réseau hydrographique de Hauville.

Trois plans d'eau complètent le réseau hydrographique : la mare du Grand Nord (0,2 ha), la mare Jouas (0,1 ha) et la Marette (0 ha),.

### Climat
Pour des articles plus généraux, voir Climat de la Normandie et Climat de l'Eure.
En 2010, le climat de la commune est de type climat océanique altéré, selon une étude du CNRS s'appuyant sur une série de données couvrant la période 1971-2000. En 2020, Météo-France publie une typologie des climats de la France métropolitaine dans laquelle la commune est exposée à un climat océanique et est dans la région climatique  Côtes de la Manche orientale, caractérisée par un faible ensoleillement (1 550 h/an) ; forte humidité de l’air (plus de 20 h/jour avec humidité relative > 80 % en hiver), vents forts fréquents. Parallèlement le GIEC normand, un groupe régional d’experts sur le climat, différencie quant à lui, dans une étude de 2020, trois grands types de climats pour la région Normandie, nuancés à une échelle plus fine par les facteurs géographiques locaux. La commune est, selon ce zonage, exposée à un « climat contrasté des collines », correspondant au Pays d’Auge, Lieuvin et Roumois, moins directement soumis aux flux océaniques et connaissant toutefois des précipitations assez marquées en raison des reliefs collinaires qui favorisent leur formation.
Pour la période 1971-2000, la température annuelle moyenne est de 10,4 °C, avec  une amplitude thermique annuelle de 13,5 °C. Le cumul annuel moyen de précipitations est de 845 mm, avec 12,9 jours de précipitations en janvier et 8,4 jours en juillet. Pour la période 1991-2020, la température moyenne annuelle observée sur la station météorologique la plus proche, située sur la commune de Jumièges à 5 km à vol d'oiseau, est de 12,2 °C et le cumul annuel moyen de précipitations est de 843,5 mm,. Pour l'avenir, les paramètres climatiques de la commune estimés pour 2050 selon différents scénarios d’émission de gaz à effet de serre sont consultables sur un site dédié publié par Météo-France en novembre 2022.

## Urbanisme

### Typologie
Au 1er janvier 2024, Hauville est catégorisée commune rurale à habitat dispersé, selon la nouvelle grille communale de densité à 7 niveaux définie par l'Insee en 2022.
Elle appartient à l'unité urbaine de Routot, une agglomération intra-départementale dont elle est une commune de la banlieue,. Par ailleurs la commune fait partie de l'aire d'attraction de Rouen, dont elle est une commune de la couronne,. Cette aire, qui regroupe 317 communes, est catégorisée dans les aires de 200 000 à moins de 700 000 habitants,.

### Occupation des sols
L'occupation des sols de la commune, telle qu'elle ressort de la base de données européenne d’occupation biophysique des sols Corine Land Cover (CLC), est marquée par l'importance des territoires agricoles (95,5 % en 2018), une proportion sensiblement équivalente à celle de 1990 (96,1 %). La répartition détaillée en 2018 est la suivante : terres arables (57,1 %), zones agricoles hétérogènes (34,7 %), prairies (3,6 %), zones urbanisées (2,4 %), forêts (2,2 %). L'évolution de l’occupation des sols de la commune et de ses infrastructures peut être observée sur les différentes représentations cartographiques du territoire : la carte de Cassini (XVIIIe siècle), la carte d'état-major (1820-1866) et les cartes ou photos aériennes de l'IGN pour la période actuelle (1950 à aujourd'hui).

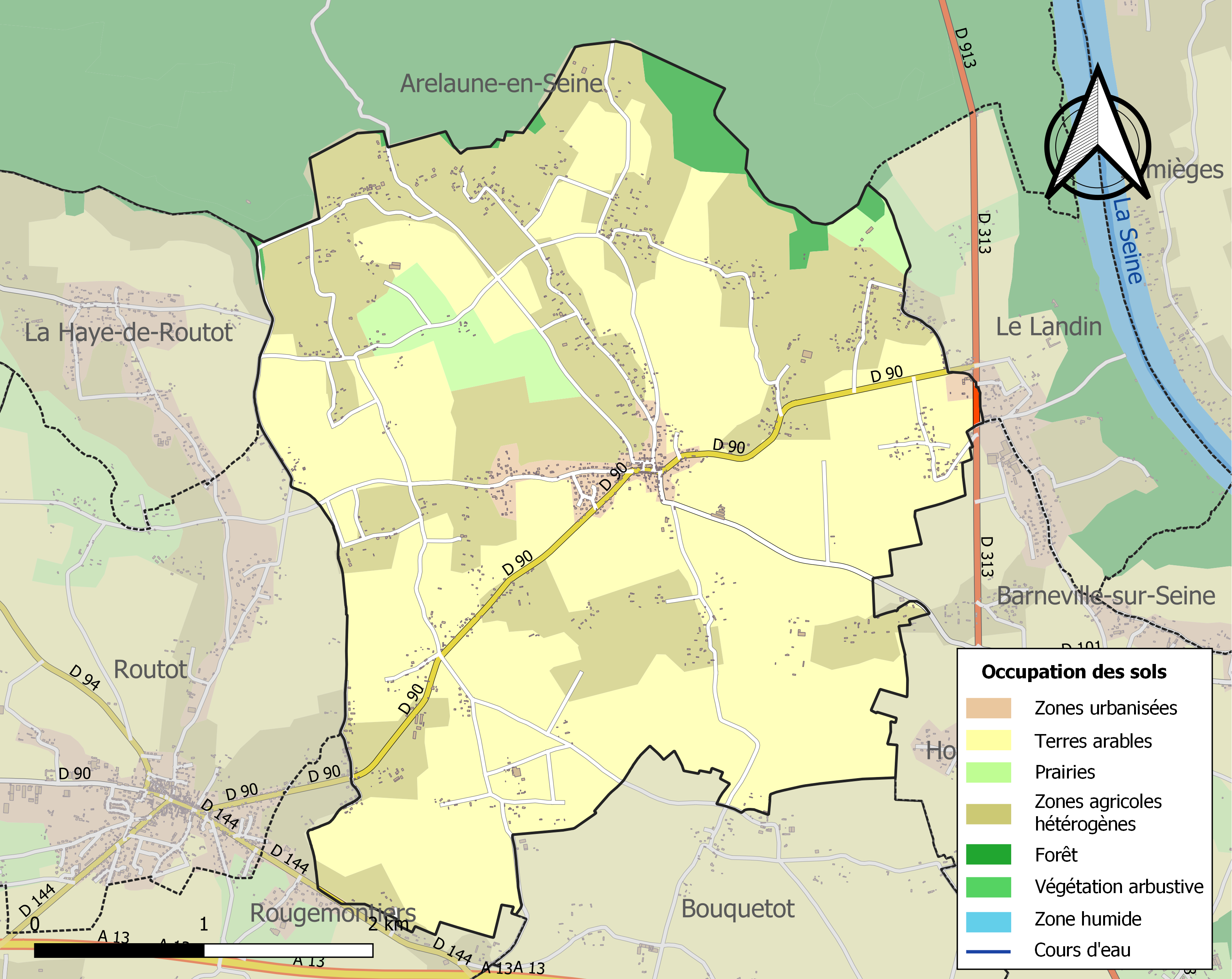
Carte des infrastructures et de l'occupation des sols de la commune en 2018 (CLC).

### Lieux-dits, hameaux et écarts
| - Bellemare - la Cavée-Ferrand - la Croix-de-l'Orme - la Ferganterie - la Fontenaye - l Haule - l Mare-d'Enfer - la Neuville - l Mare-Billon | - la Mare-Jouas - la Mare-Mandé - la Rue-Adam - la Rue-Bénard, le Bosc-Lambert - le Bourdonné - le Bourg - le Cormier - le Mont-Gignard | - le Valade - l Bénards - les Bons - les Janviers - les Rousselins |

## Toponymie
Le nom de la localité est attesté sous les formes Hasvilla, Haltelvilla XIe siècle (grand cartulaire de Jumiéges), Halsvilla en 1014, Hals villa en 1049-1058, Asvilla, Alsvilla, Aslevilla en 1050, Hausvilla en 1100, Hauvilla en 1183 (charte de Robert de Meulan), Alvilla en 1211, Havilla en 1216, Hausvilla en 1230 (fonds de Jumiéges), Hautvilla en (p. d’Eudes Rigaud), Halvilla en (ch. de fond. de Saint-Désir de Lisieux), Hautville en 1782 (Dictionnaire des postes).
Il s'agit d'une formation médiévale en -ville au sens ancien de « domaine rural » L'origine du premier élément, un anthroponyme comme c'est généralement le cas, est plus complexe, car cette localité en -ville ne fait pas partie des types toponymiques récurrents que l'on observe dans la toponymie normande (cf. Colleville, Tocqueville, Beuzeville, Trouville, etc.).
Albert Dauzat et Charles Rostaing se basent sur une attestation isolée Aslevilla pour proposer le nom de personne germanique non attesté *Hasilo. Or les formes les plus anciennes (dont ils n'avaient sans doute pas connaissance) ne vont pas dans ce sens qui supposerait une métathèse de [l] a priori. François de Beaurepaire, citant Jean Adigard des Gautries, propose le nom de personne norrois Hals, ce qui est plus conforme aux mentions anciennes et s'accorde parfaitement avec la localisation de Hauville dans le Roumois. En effet, ce pays normand compte peu de toponymes antérieurs à l'installation des hommes du nord au Xe siècle. C'est peut-être le même anthroponyme que l'on retrouve dans Hautonne, nom d'une ferme des environs.
☞*Halsville > *Hausville > Hauville est une évolution phonétique régulière en langue d'oïl.

## Histoire
Le 14 avril 1203, le comte de Meulan Robert II, alors qu'il est à Rouen, fait un don à l'abbaye de Jumièges et parmi ceux-ci, le droit aux religieux, installés dans le prieuré du Torps, de recevoir une portion de vin quant il se trouverait dans ses manoirs d'Hauteville, Vatteville et du Torp.
Les fiefs de la Haule, d'une part, et de Thibouville, et Calletot, d'autre part, sont respectivement tenus par Guillaume La Vieille (écuyer) et Jean Durant (bourgeois de Rouen).

## Politique et administration

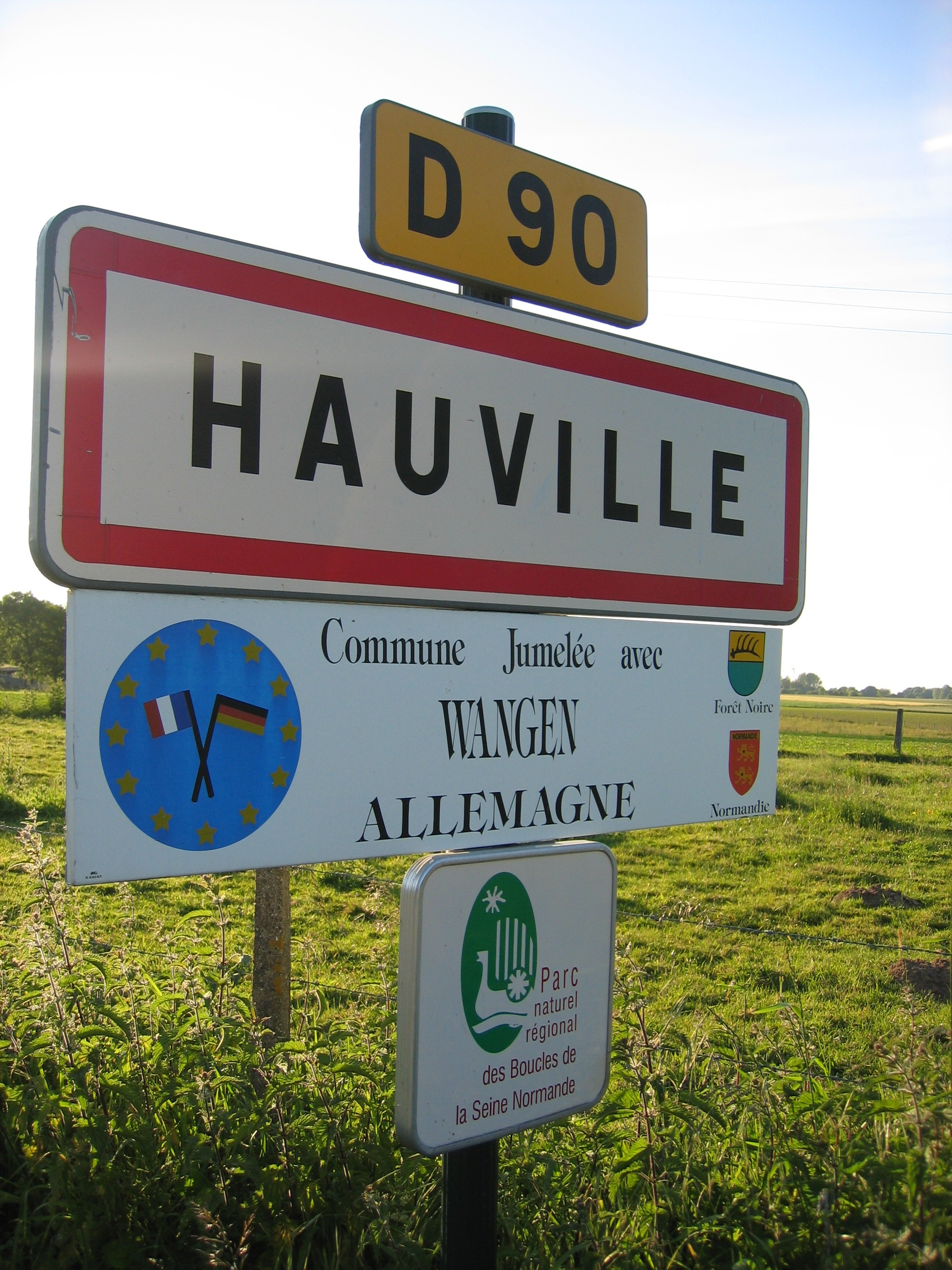
L'entrée d'Hauville.

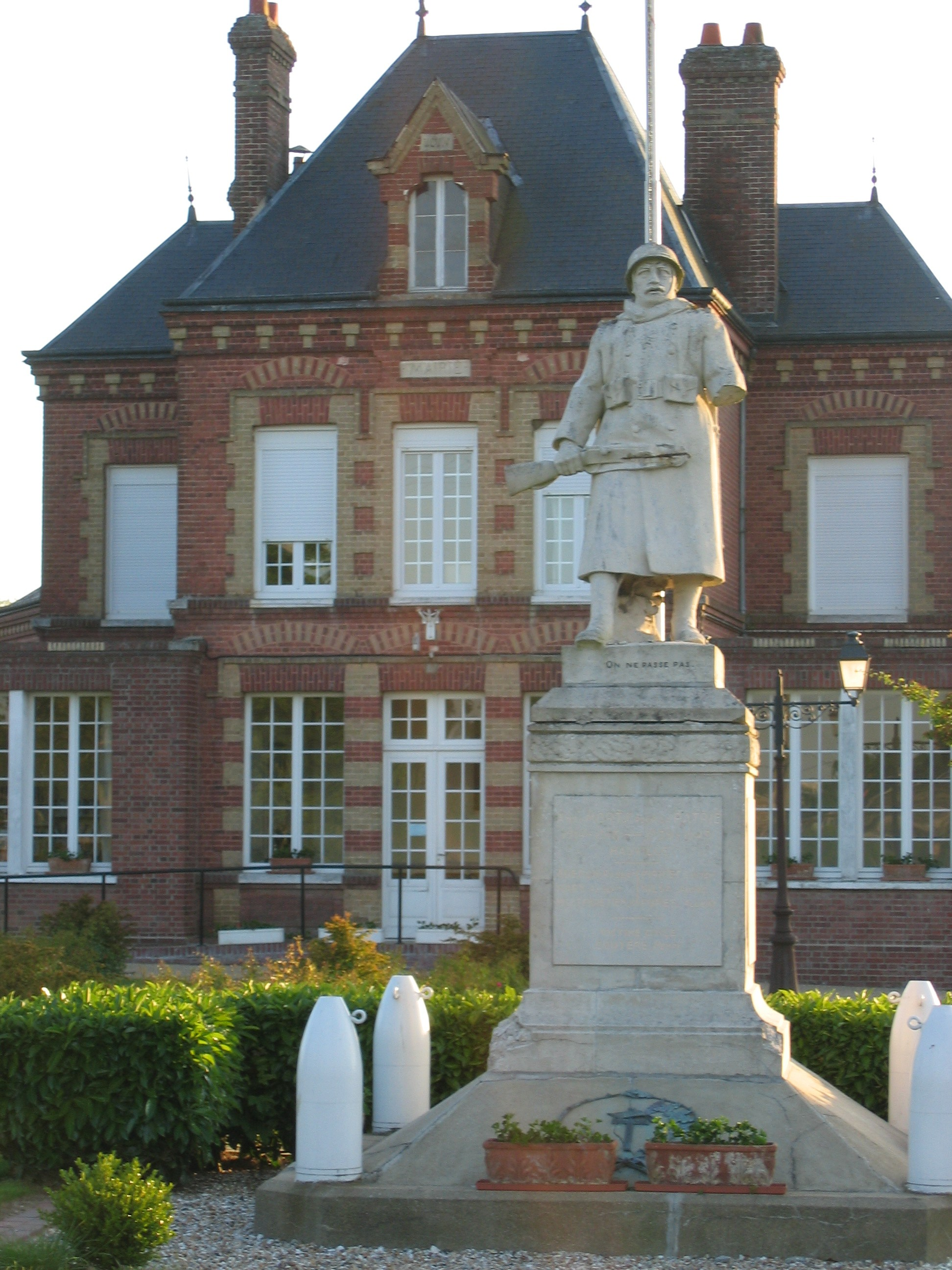
La mairie et le monument aux morts.

### Élections municipales et communautaires
| Période                                  | Période   | Identité               | Étiquette | Qualité    |
| ---------------------------------------- | --------- | ---------------------- | --------- | ---------- |
| 1863                                     | 1896      | François-Adonis Taupin |           |            |
|                                          |           | André Langlois         |           |            |
|                                          |           | Fernand Arné           |           |            |
|                                          |           | Guy Quesney            |           |            |
| mars 2001                                | mars 2014 | Jean-Pierre Delaune    |           | Commerçant |
| mars 2014                                | En cours  | Guillaume Quesney      | SE        | Employé    |
| Les données manquantes sont à compléter. |           |                        |           |            |

### Jumelages
La commune est jumelée avec Wangen (Allemagne).

## Équipements et services publics

### Espaces publics
Hauville dispose d'une aire de loisirs appelée « Aire de loisirs et de détente du Moulin de Pierre » située à proximité de ce monument. On y trouve un city stade, un skatepark, des jeux pour enfants, un terrain de football, des tables de ping-pong, des terrains de boules et des installations pour pique-niquer.

### Enseignement
Hauville dispose d'une école maternelle et primaire constituée de toutes les classes de la petite section maternelle au CM2. Environ 150 élèves y sont scolarisés.

## Population et société

### Démographie
L'évolution du nombre d'habitants est connue à travers les recensements de la population effectués dans la commune depuis 1793. Pour les communes de moins de 10 000 habitants, une enquête de recensement portant sur toute la population est réalisée tous les cinq ans, les populations de référence des années intermédiaires étant quant à elles estimées par interpolation ou extrapolation. Pour la commune, le premier recensement exhaustif entrant dans le cadre du nouveau dispositif a été réalisé en 2008.

En 2022, la commune comptait 1 270 habitants, en évolution de −1,24 % par rapport à 2016 (Eure : −0,25 %, France hors Mayotte : +2,11 %).
| 1793  | 1800  | 1806  | 1821  | 1831  | 1836  | 1841  | 1846  | 1851  |
| ----- | ----- | ----- | ----- | ----- | ----- | ----- | ----- | ----- |
| 1 769 | 1 705 | 1 789 | 1 750 | 1 800 | 1 685 | 1 690 | 1 565 | 1 529 |

| 1856  | 1861  | 1866  | 1872  | 1876  | 1881  | 1886  | 1891 | 1896 |
| ----- | ----- | ----- | ----- | ----- | ----- | ----- | ---- | ---- |
| 1 434 | 1 391 | 1 285 | 1 300 | 1 227 | 1 083 | 1 063 | 976  | 940  |

| 1901 | 1906 | 1911 | 1921 | 1926 | 1931 | 1936 | 1946 | 1954 |
| ---- | ---- | ---- | ---- | ---- | ---- | ---- | ---- | ---- |
| 940  | 850  | 781  | 667  | 688  | 650  | 706  | 784  | 684  |

| 1962 | 1968 | 1975 | 1982  | 1990  | 1999  | 2006  | 2008  | 2013  |
| ---- | ---- | ---- | ----- | ----- | ----- | ----- | ----- | ----- |
| 716  | 716  | 817  | 1 013 | 1 051 | 1 115 | 1 240 | 1 275 | 1 296 |

| 2018  | 2022  | - | - | - | - | - | - | - |
| ----- | ----- | - | - | - | - | - | - | - |
| 1 273 | 1 270 | - | - | - | - | - | - | - |

### Manifestations culturelles et festivités
- Fête de la Saint-Paterne : fête annuelle de la commune (fin septembre)
- Fête du moulin et des ânes : à la mi-juin
- Fête des épouvantails
- Cousinade Hauville : fin août chaque année depuis 2007

### Sports et loisirs
Le haras du Vallot, à la lisière de la forêt de Brotonne, élève des chevaux destinés à l'équitation de loisir. C'est aussi une pension.

## Culture locale et patrimoine

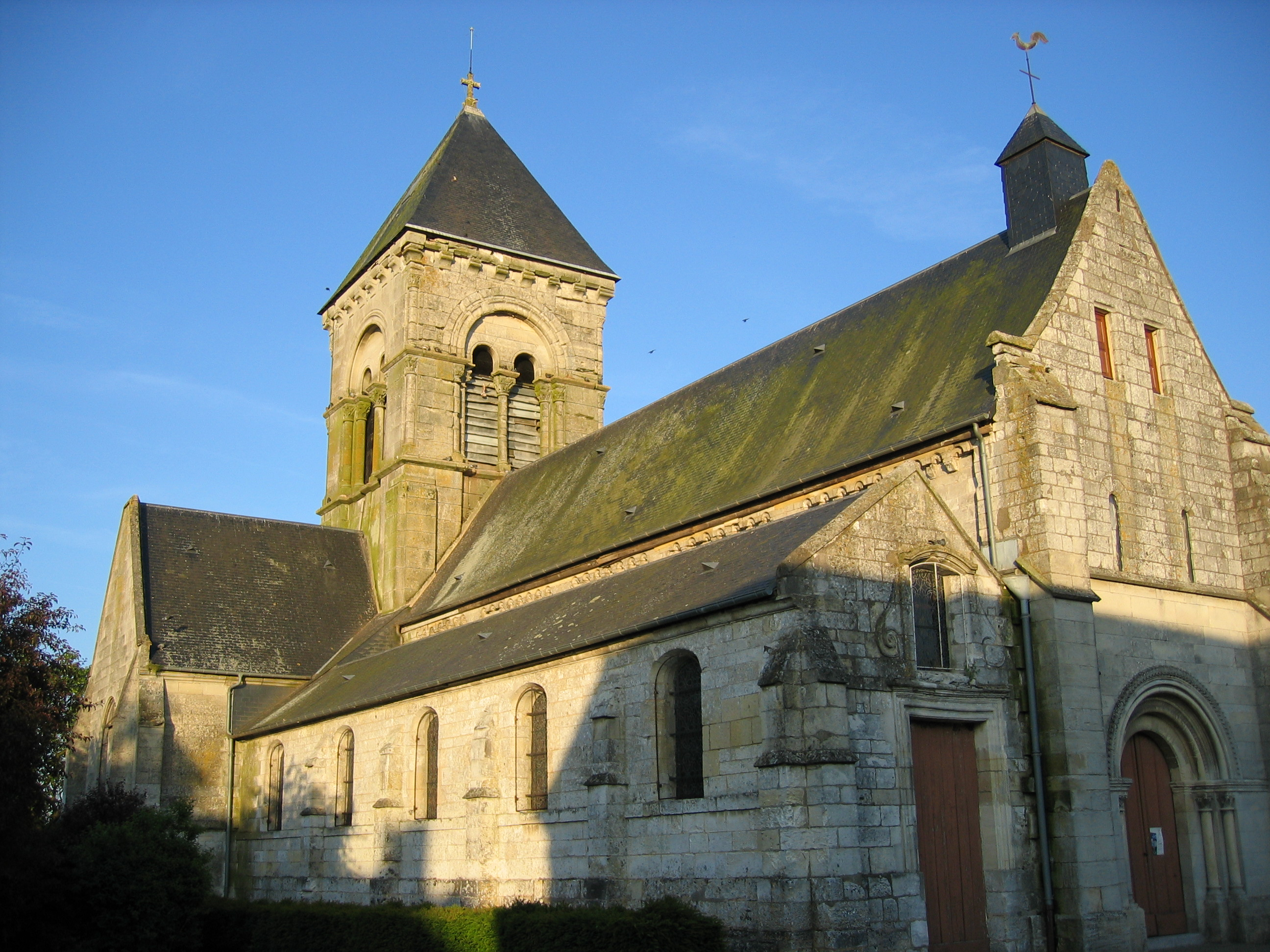
L'église Saint-Paterne.

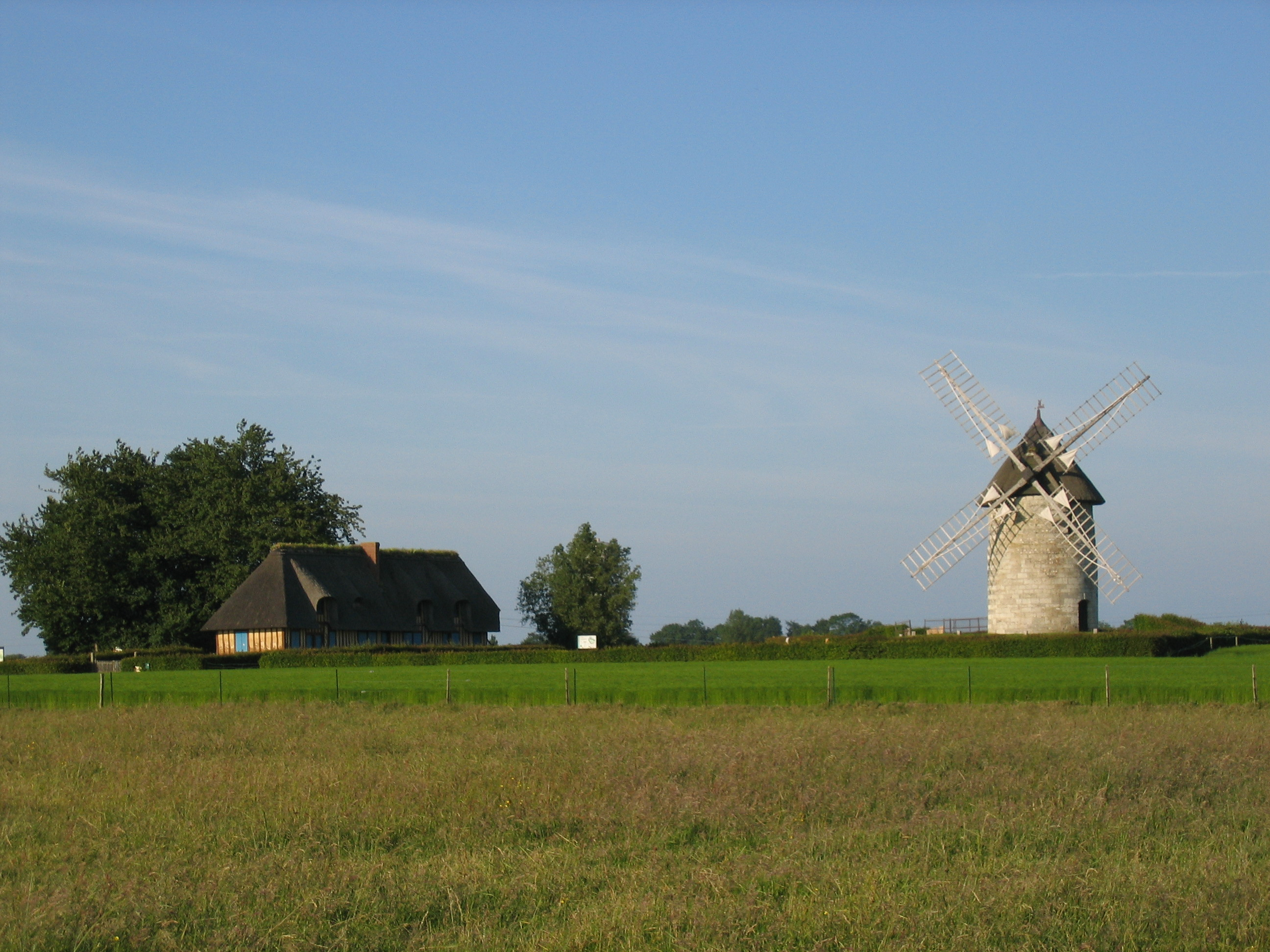
Le moulin et la maison du meunier, une chaumière normande.

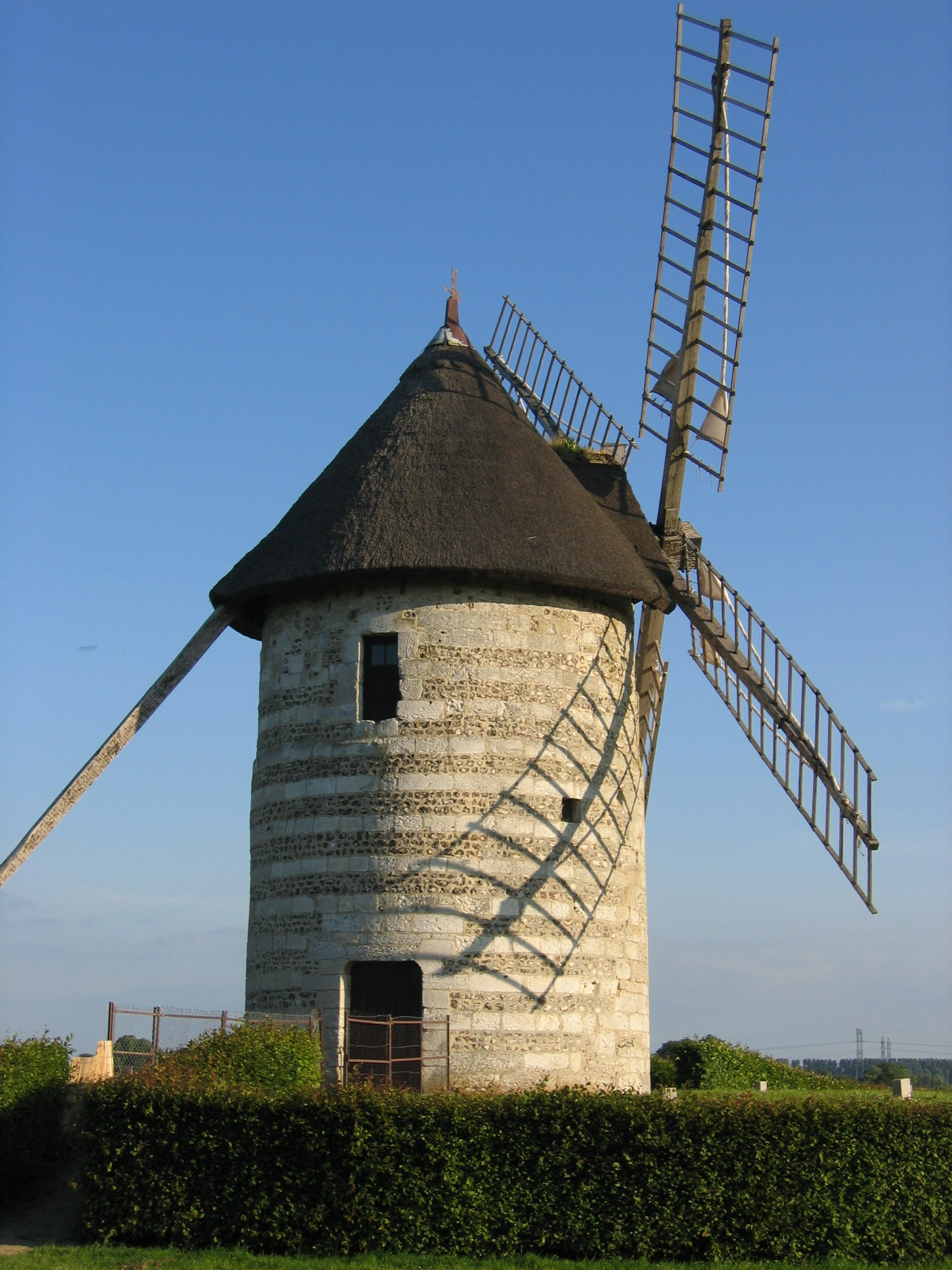
Le moulin
.

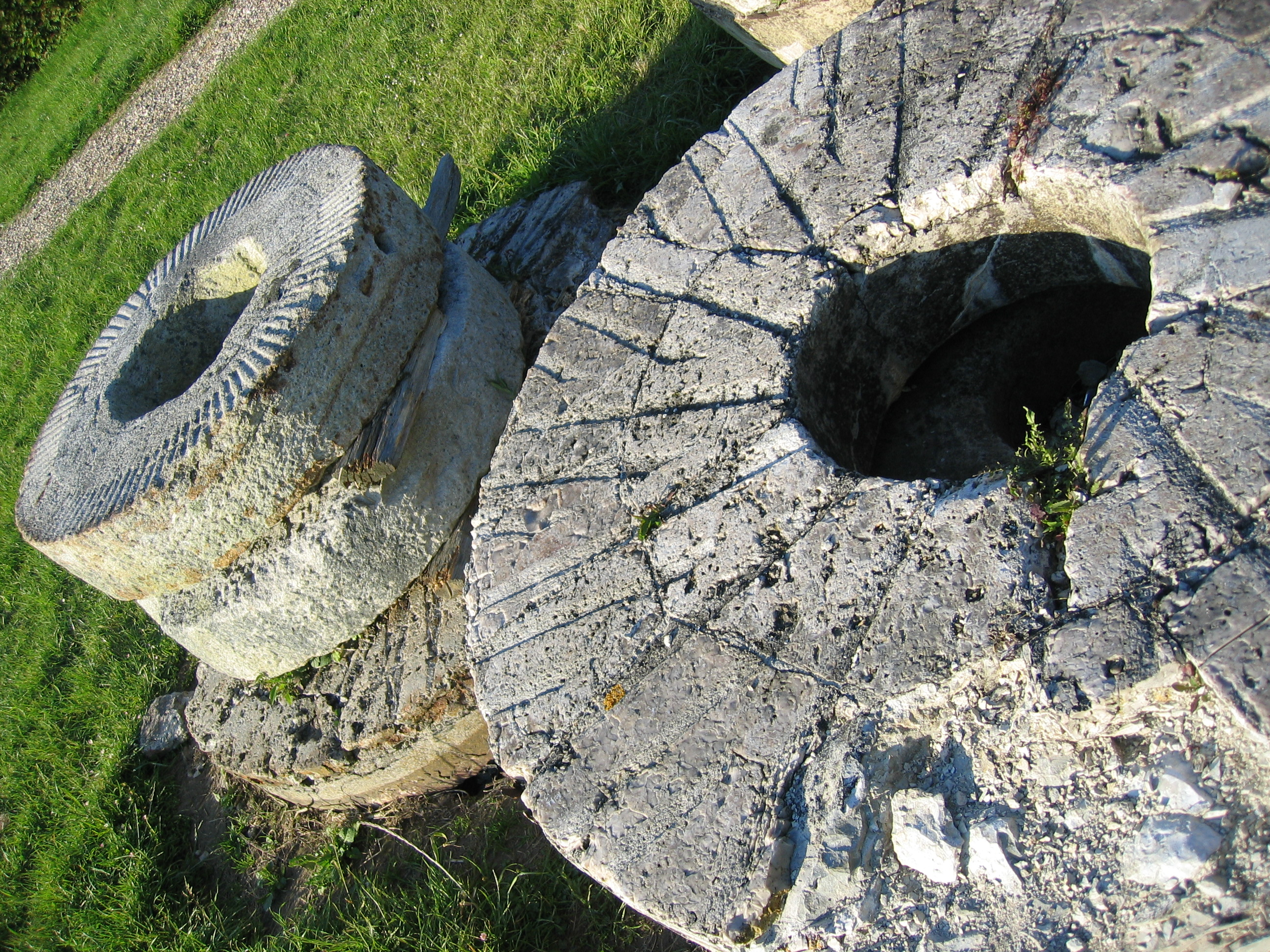
Des meules.

### Lieux et monuments
- Église paroissiale Saint-Paterne (ou Saint-Paer).

L'église Saint-Paterne fut donnée au chapitre de la cathédrale de Chartrespar Richard II le «Bon»[réf. nécessaire], duc de Normandie (996-1026). L'édifice est caractéristique du style normand, doté d'une haute tour sur la croisée du transept. La nef date du XIIe siècle, tandis que le transept et collatéral sud du XVIe siècle, puis diverses reconstructions au cours des siècles suivants. Elle possède un orgue remarquable.
Hauville a conservé sa confrérie de charité qui figure parmi les plus vieilles de la région. Selon la tradition orale, elle aurait été fondée en 1308 sous le règne de Philippe le Bel et placée sous le patronage de saint Paterne. Les premiers documents officiels mentionnant la confrérie datent de 1410. Les statuts de la charité ont été renouvelés le 10 novembre 1619. En 1867, à la suite d'un différend avec le curé, hostile à la charité, cette dernière s'est mise à fonctionner civilement. Le retour à un fonctionnement religieux n'a pu reprendre qu'avec le successeur de l'opposant. Elle est érigée canoniquement le 5 avril 1881 ; un nouveau règlement est alors mis en place. Depuis 2001, la charité est une association loi de 1901.
L'église dispose d'un orgue de tribune de douze jeux construit par Pierre Leduc au milieu du XVIIIe siècle. Composé de deux claviers et d'un pédalier, il a fait l'objet d'une restauration par le facteur d'orgues Jacques Barberis en 1983.
- Le moulin de pierre

Le moulin est construit en 1258 par les religieux de l'abbaye Saint-Pierre de Jumièges sur un site dénommé « la Cour l'Abbée ». Il reste propriété de l'abbaye jusqu'à la Révolution de 1789, vendu alors comme bien national. Ce « moulin de pierre » est un moulin à vent de type moulin-tour, bien connu au XVIIIe siècle par sa série de baux et de comptes de réparations. À partir des années 1860 son activité s’éteint et il tombe peu à peu en ruine. En 1970, il ne reste plus que sa tour en assise régulière de silex et calcaire. Il est inscrit au titre des monuments historiques en 1979. En 1984 et 1985, il est restauré par l’établissement public du parc naturel régional de Brotonne : sa toiture, ses planchers et son mécanisme, y compris les ailes, sont reconstitués. Le moulin devient un musée et un atelier de meunerie.
La toiture en chaume du moulin (qui présente l'avantage d'être légère) est orientable de façon à mettre la voilure face au vent. Le moulin dispose de deux portes ce qui s'explique par le fait que l'une ou l'autre peut être condamnée à tout moment, les ailes tombant jusqu'au sol. Quant à la voilure, elle se déploie en fonction de la force du vent. Le mouvement des ailes entraîne les meules par un jeu d'engrenages. Ces meules, d'environ 2 m de large et 15 cm de haut, servent à broyer le blé. Elles peuvent, selon le vent, moudre jusqu'à 200 kg de blé par heure.
Il est l'un des moulins-tours actionnés par le vent parmi les plus anciens de France, et l'unique moulin à vent qui soit en état de fonctionner en Normandie. Par le passé, Hauville comptait au moins sept moulins (moulins de la Haule, de La Cauchure, de Thiberville…).
Une « Maison du meunier » de style normand est reconstituée à proximité du moulin en 1992. Elle abrite une exposition sur les moulins à vent en Normandie ainsi que sur la minoterie.
La « route du blé au pain » a été créée. Elle passe notamment par le moulin de Hauville et par le four à pain de La Haye-de-Routot ; elle vise à mettre en valeur ces deux monuments du parc naturel régional.
- Le château de Saint-Paul, grande bâtisse en brique construite vers le milieu du XVIIIe siècle[47].

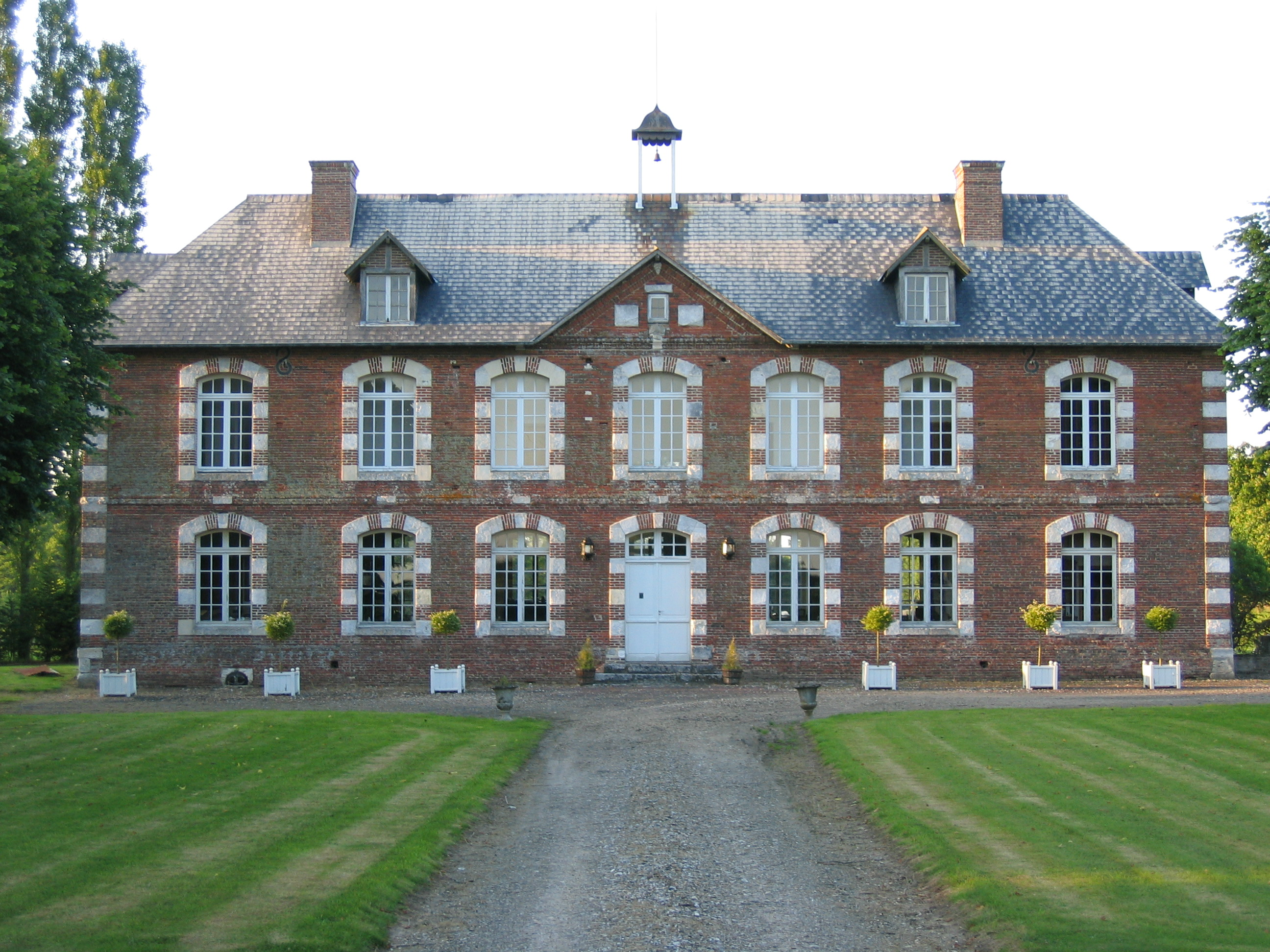
Le château de Saint-Paul.

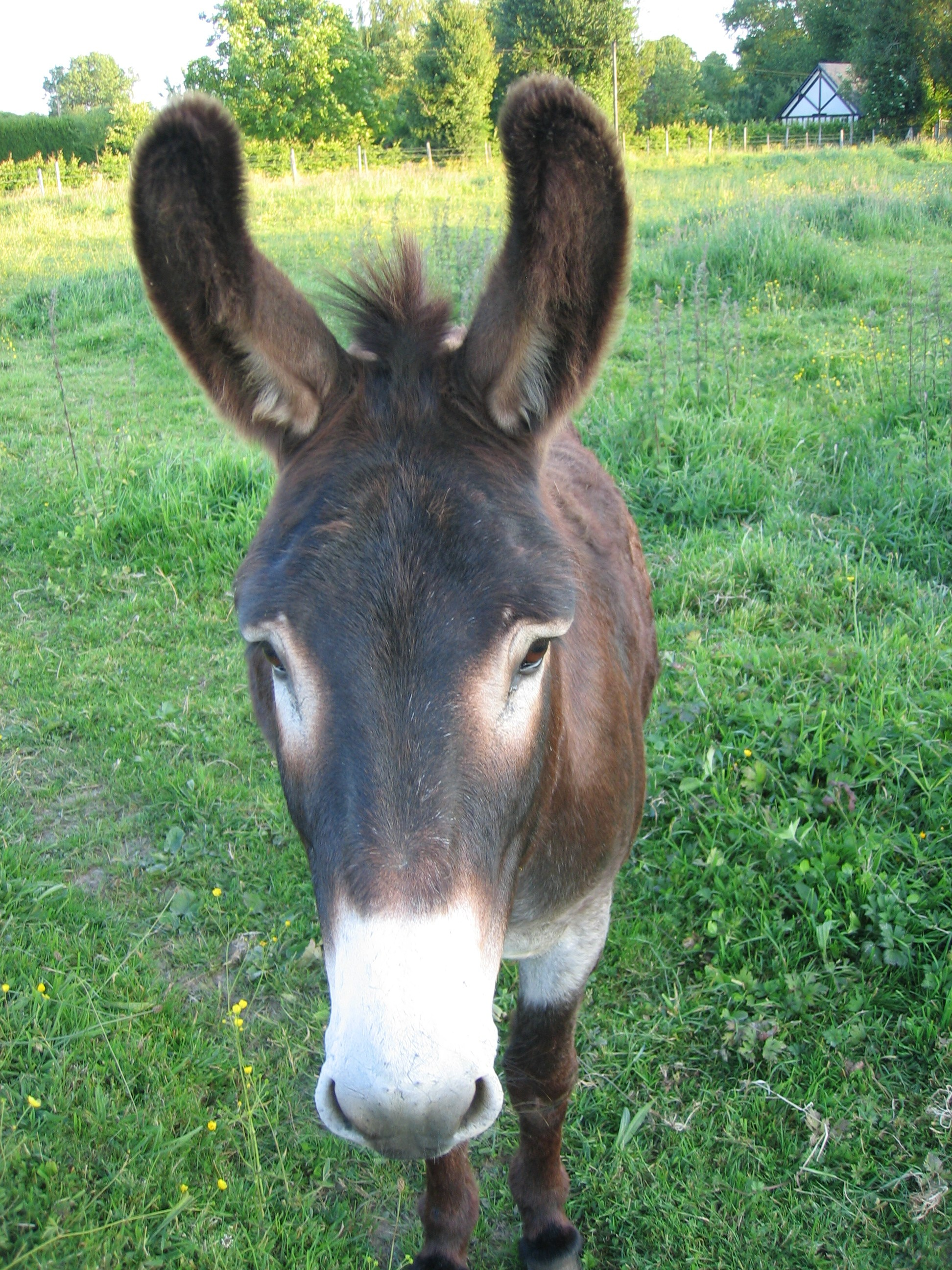
Un des ânes de la « Fête du moulin et des ânes ».

### La chasse à courre
Une longue tradition de vénerie existe en forêt de Brotonne. L'Équipage de Brotonne fut créé à Hauville en 1968 par Bruno Lefébure et repris sous le nom de Rallye Brotonne par Pierre Bocquillon en 1974. Recréé en 1977 par Jean-Marie Camus, l'Équipage de Brotonne pratique le "courre du cerf" jusqu'en 2007 puis se consacre à la vénerie du chevreuil sous la conduite de Jean-Rémi Camus. La meute est essentiellement composée de chiens français tricolores.

### Personnalités liées à la commune
- Jean de Hauville (vers 1150 - entre 1199 et 1216), poète remarquable du XIIe siècle.
- Nicolas Turgard ou Tougard de Hauville[52], y est né. Imprimeur actif en 1541 à Rouen. On le trouve déjà en 1528, à Paris, au Cloître-Saint-Benoît.

### Héraldique
| Armes de Hauville | Les armes de la commune de Hauville se blasonnent ainsi : D'azur au moulin à vent d'argent maçonné de sable, chaussé aussi d'argent semé de pommes de gueules |